# Kidyessos
Kidyessos (altgriechisch Κιδύησσος) war eine antike Stadt im nordwestlichen Phrygien.
Nach Inschriftenfunden lag die Stadt in der heutigen Büyük Sincanlı Ovası (Hauptort Sinanpaşa) etwa 20 Kilometer westlich von Afyonkarahisar. Über ihre Geschichte ist kaum etwas bekannt. Sie prägte Münzen unter Domitian, in der Severerzeit und im mittleren 3. Jahrhundert.
In der Spätantike und in byzantinischer Zeit ist die Stadt als Bischofssitz bezeugt, darauf geht das Titularbistum Cidyessus zurück.